# Senegalia alemquerensis
Espèce
Senegalia alemquerensis est une espèce de plantes à fleurs de la famille des Fabacées. C'est un arbre.

## Description
C'est un arbre.